# Sandra Gallego
Sandra Gallego Vicario (Barcellona, 12 gennaio 1976) è un'ex cestista spagnola.

## Carriera
Con la Spagna ha disputato due edizioni dei Campionati europei (2001, 2003).